# .ck
.ck (англ.  Cook Islands) — национальный домен верхнего уровня для Островов Кука. Владельцами доменных имён могут быть как резиденты Островов Кука, так и нерезиденты. Ответственная организация – Oyster Internet Services,  Острова Кука.
Национальный домен верхнего уровня — CK используется как национальный домен верхнего уровня в стандартах административно-территориального деления территории государства ISO 3166 — (ISO 3166-1, ISO 3166-2, ISO 3166-2:CK) в качестве кода Alpha2, образующего основу геокода административно-территориального деления Островов Кука.

## Требования к регистрируемым доменам
Домены, регистрируемые в доменной зоне .ck, должны соответствовать требованиям, предъявленным регистратором к доменам третьего уровня.
- Доменное имя не должно быть оскорбительным. В случае подачи заявки на регистрацию такого имени, она будет аннулирована и об этом будет уведомлено заявителю, а будущие запросы на данное имя будут игнорироваться.
- В случае, если вы не являетесь резидентом Островов Кука, минимальный срок регистрации домена – 2 года. Последующие продления также производятся на двухлетний срок. Для резидентов островов минимальный срок регистрации – 1 год.
- Минимальная длина имени — 3 символа.
- Максимальная длина имени, учитывая домен первого, второго уровня, — .ck, не более - 63 символов.
- Имя домена может состоять из букв латинского алфавита (a-z), цифр (0-9) и тире (—, -).
- Имя домена может содержать символы расширенной кодировки (ā, ē, ī, ō, ū).
- Имя домена не может начинаться или заканчиваться символом тире (минусом) (—, -).
- Имя домена не может содержать последовательность двух тире (минусов) подряд (  - -, — -, - —, — —).
- Имя домена не может начинаться с последовательности символов — (x n - -).

## Домены 1 уровня
Домены второго уровня, условия использования, регламентированные пользователи.

| Домен | Регламентированные пользователи |
| ----- | ------------------------------- |
| .ck   | Основной домен первого уровня.  |

## Домены 2 уровня
Домены третьего уровня, условия использования, регламентированные пользователи.
| Домен    | Регламентированные пользователи  |
| -------- | -------------------------------- |
| .org.ck  | Некоммерческие организации.      |
| .co.ck   | Коммерческие организации, фирмы. |
| .gov.ck  | Государственные учреждения.      |
| .edu.ck  | Учебные заведения.               |
| .net.ck  | Интернет-провайдеры.             |
| .gen.ck  | Страницы общего назначения.      |
| .biz.ck  | Бизнес-страницы.                 |
| .info.ck | Информационные страницы.         |